# Акаутдинов, Имамитдин Магомедович
Имамитдин Магомедович Акаутдинов (30 апреля 1959, Махачкала, Дагестанская АССР, РСФСР, СССР) — режиссёр и актёр Кумыкского музыкально-драматического театра им. А.-П. Салаватова и Государственного республиканского русского драматического театра им. М. Горького в Махачкале. Народный артист Дагестана (2005). Заслуженный артист России (2021).

## Биография
Воспитывался в кругу семьи Аскерхановых, является двоюродным братом известного композитора Аскерхана Аскерханова. В 1978 году после окончания средней школы поступил Высшее театральное училище им. Б. В. Щукина, при Государственном Академическом театре им. Е. Вахтангова, которое закончил в 1982 году. В том же 1982 году  Акаутдинов едет в Дагестан и поступает на работу актёром Кумыкского театра им.А.-П.Салаватова, где два года проработал заведующим литературной части, в те же годы стал переводить для театра пьесы, где получал сразу главные роли. В 1989 году в Москве окончил Высшие театральные курсы при ГИТИСе и получил диплом режиссёра драмы. В октябре 2021 года Указом Президента России Владимира Путина был удостоен Почётного звания «Заслуженный артист Российской Федерации».

## Театральные работы
- «Человек из Ламанчи» (Дейл Вассерман) — Дон-Кихот;
- «Хюледжи» (Решат Нури Гюнтекин) — Хельми ;
- «Богатая женщина» (Али Амирли) — Сари;
- «Асият» (Расул Гамзатов) — Лабазан.

## Звания и награды
- Заслуженный артист Дагестана (1997).
- Народный артист Дагестана (2005);
- Заслуженный артист России (2021).